# Canton de Pierrefitte-sur-Aire
Le canton de Pierrefitte-sur-Aire est une ancienne division administrative française, qui était située dans le département de la Meuse et la région Lorraine.
Le canton est créé en 1790 sous la Révolution française. À la suite du redécoupage cantonal de 2014, le canton est supprimé.

## Géographie
Ce canton est organisé autour du chef-lieu Pierrefitte-sur-Aire et fait partie intégralement de l'arrondissement de Commercy. Son altitude varie de 209 m (Bouquemont) à 383 m (Lavallée) pour une altitude moyenne de 297 m. Sa superficie est de 298,89 km2.

## Histoire
Le canton de Pierrefitte fait partie du district de Saint-Mihiel,, créé par le décret du 30 janvier 1790.
Après la suppression des districts en 1795, le canton intègre l'arrondissement de Commercy lors de la création de celui-ci en 1801.
En 1924, à la suite du renommage de la commune chef-lieu Pierrefitte en Pierrefitte-sur-Aire, le canton change également de nom pour devenir le canton de Pierrefitte-sur-Aire.
À la suite du redécoupage cantonal de 2014, le canton est supprimé. Toutes les communes se retrouvent intégrées dans le nouveau canton de Dieue-sur-Meuse.

## Composition
Le canton de Pierrefitte-sur-Aire regroupe 26 communes :
| Nom                              | Code Insee | Intercommunalité         | Superficie (km2) | Population (dernière pop. légale) | Densité (hab./km2) |
| -------------------------------- | ---------- | ------------------------ | ---------------- | --------------------------------- | ------------------ |
| Pierrefitte-sur-Aire (chef-lieu) | 55404      | CC De l'Aire à l'Argonne | 17,56            | 305 (2014)                        | 17                 |
| Bannoncourt                      | 55027      | CC du Sammiellois        | 8,72             | 161 (2014)                        | 18                 |
| Baudrémont                       | 55032      | CC De l'Aire à l'Argonne | 6,81             | 52 (2014)                         | 7,6                |
| Belrain                          | 55044      | CC De l'Aire à l'Argonne | 8,31             | 40 (2014)                         | 4,8                |
| Bouquemont                       | 55064      | CC De l'Aire à l'Argonne | 7,49             | 126 (2014)                        | 17                 |
| Courcelles-en-Barrois            | 55127      | CC De l'Aire à l'Argonne | 7,27             | 35 (2014)                         | 4,8                |
| Courouvre                        | 55129      | CC De l'Aire à l'Argonne | 8,66             | 31 (2014)                         | 3,6                |
| Dompcevrin                       | 55159      | CC du Sammiellois        | 10,93            | 318 (2014)                        | 29                 |
| Fresnes-au-Mont                  | 55197      | CC De l'Aire à l'Argonne | 15,89            | 163 (2014)                        | 10                 |
| Gimécourt                        | 55210      | CC De l'Aire à l'Argonne | 10,12            | 38 (2014)                         | 3,8                |
| Kœur-la-Grande                   | 55263      | CC du Sammiellois        | 12,32            | 174 (2014)                        | 14                 |
| Kœur-la-Petite                   | 55264      | CC du Sammiellois        | 20,33            | 303 (2014)                        | 15                 |
| Lahaymeix                        | 55269      | CC De l'Aire à l'Argonne | 12,70            | 83 (2014)                         | 6,5                |
| Lavallée                         | 55282      | CC De l'Aire à l'Argonne | 12,58            | 94 (2014)                         | 7,5                |
| Levoncourt                       | 55289      | CC De l'Aire à l'Argonne | 7,80             | 57 (2014)                         | 7,3                |
| Lignières-sur-Aire               | 55290      | CC De l'Aire à l'Argonne | 9,30             | 53 (2014)                         | 5,7                |
| Longchamps-sur-Aire              | 55301      | CC De l'Aire à l'Argonne | 15,68            | 125 (2014)                        | 8                  |
| Ménil-aux-Bois                   | 55333      | CC du Sammiellois        | 6,71             | 43 (2014)                         | 6,4                |
| Neuville-en-Verdunois            | 55380      | CC De l'Aire à l'Argonne | 13,44            | 69 (2014)                         | 5,1                |
| Nicey-sur-Aire                   | 55384      | CC De l'Aire à l'Argonne | 11,01            | 117 (2014)                        | 11                 |
| Rupt-devant-Saint-Mihiel         | 55448      | CC De l'Aire à l'Argonne | 6,32             | 55 (2014)                         | 8,7                |
| Sampigny                         | 55467      | CC du Sammiellois        | 20,53            | 738 (2014)                        | 36                 |
| Thillombois                      | 55506      | CC De l'Aire à l'Argonne | 13,03            | 33 (2014)                         | 2,5                |
| Ville-devant-Belrain             | 55555      | CC De l'Aire à l'Argonne | 6,12             | 31 (2014)                         | 5,1                |
| Villotte-sur-Aire                | 55570      | CC De l'Aire à l'Argonne | 13,96            | 192 (2014)                        | 14                 |
| Woimbey                          | 55584      | CC De l'Aire à l'Argonne | 15,30            | 125 (2014)                        | 8,2                |

## Représentation

### Conseillers d'arrondissement (de 1833 à 1940)
| Période                                  | Période | Identité                    | Étiquette   | Qualité |
| ---------------------------------------- | ------- | --------------------------- | ----------- | --- |
| 1833                                     | 1839    | M. Duvivier ainé            |             | Propriétaire à Ménil-aux-Bois                                                                                |
| 1839                                     | 1848    | Édouard Colson              |             | Maire de Neuville-en-Verdunois                                                                               |
| 1848                                     | 1871    | Jacques Meunier (1799-1877) |             | Notaire à Sampigny                                                                                           |
| 1871                                     | 1880    | Étienne Adolphe Raulx       |             | Cultivateur à Villotte-devant-Saint-Mihiel                                                                   |
| 1880                                     | 1913    | Cirinin Pierre              | Républicain | Agriculteur, juge de paix du canton de Vavincourt, maire de Courouvre, Président du Conseil d'arrondissement |
| août 1913                                | 1914    | Arthur Mirouel              | AD-RG       | Exploitant agricole, maire de Dompcevrin (1912-1940)                                                         |
| 1914                                     | 1925    | Jules Colson                |             | Propriétaire, maire de Courouvre                                                                             |
| 1925                                     | 1940    | Georges Godin               |             | Négociant, maire de Sampigny                                                                                 |
| 1940                                     |         |                             |             | Les conseils d'arrondissement ont été suspendus par la loi du 12 octobre 1940 et n'ont jamais été réactivés  |
| Les données manquantes sont à compléter. |         |                             |             | |

### Conseillers généraux de 1833 à 2015
| Période                                  | Période          | Identité                                                | Étiquette                       | Qualité |
| ---------------------------------------- | ---------------- | ------------------------------------------------------- | ------------------------------- | --- |
| Les données manquantes sont à compléter. |                  |                                                         |                                 | |
| 1833                                     | 1845             | Jean Baptiste Nicolas Aubert                            |                                 | Marchand de vin, commissaire de roulage, receveur municipal Adjoint au maire de Bar-le-Duc                                                                            |
| 1845                                     | 1858 (décès)     | Marie Gustave Adolphe Briot de Monrémy (1810-1858)      | Majorité dynastique             | Avocat à Verdun, propriétaire Député (1852-1858) |
| 1858                                     | 1860 (décès)     | Edmé Jean Collot (1808-1860)                            | Majorité dynastique             | Propriétaire Député (1852-1860) |
| 1860                                     | 1867             | César Auguste Haba                                      |                                 | Avocat, Substitut du procureur de la République de Saint-Mihiel, procureur de la République à Saint-Mihiel (1852) président du tribunal civil de Saint-Mihiel en 1860 |
| 1867                                     | 1880             | Jean Charles Marie René Comte de Nettancourt-Vaubecourt | Droite                          | Propriétaire, maître de poste |
| 1880                                     | 1886             | Etienne Adolphe Raulx                                   | Républicain                     | Agriculteur Maire de Villotte-devant-Saint-Mihiel (1855-1871 et 1876-1884), conseiller d'arrondissement                                                               |
| 1886                                     | 1913 (démission) | Raymond Poincaré                                        | AD                              | Député (1887-1903) - Sénateur (1903-1913) Président du Conseil Général (1910-1912 et 1920-1934) Futur Président de la République (1913-1920)                          |
| 1913                                     | 1914 (décès)     | Cyrinin Pierre                                          | AD                              | Agriculteur, juge de paix Maire de Courouvre Elu à l'âge de 82 ans |
| 1914                                     | 1940             | Arthur Mirouel                                          | AD-RG                           | Agriculteur Maire de Dompcevrin (1912-1940), conseiller d'arrondissement Sénateur (1935-1940)                                                                         |
|                                          |                  |                                                         |                                 | |
| 1945                                     | 1972 (décès)     | René Rousselot                                          | CGA puis CNIP puis UNR puis UDR | Cultivateur Maire de Nicey-sur-Aire (1939-1972) Député (1951-1955 et 1959-1967)                                                                                       |
| 1972                                     | 1985             | Jean Decheppe                                           | DVD puis UDF                    | Agriculteur Maire de Gimécourt (1977-1988) |
| 1985                                     | 2015             | Christian Namy                                          | DVD puis UMP-Rad. puis UDI      | Sous-directeur de banque Maire de Pierrefitte-sur-Aire (1989-2004) Président du Conseil général (2004-2015) Sénateur (2011-2017)                                      |

## Démographie
| 1962  | 1968  | 1975  | 1982  | 1990  | 1999  | 2006  | 2011  | 2012  |
| ----- | ----- | ----- | ----- | ----- | ----- | ----- | ----- | ----- |
| 4 130 | 3 726 | 3 212 | 3 115 | 3 526 | 3 523 | 3 458 | 3 525 | 3 565 |